# Хейлика от Ленгенфелд
Хейлика от Ленгенфелд (на немски: Heilika von Lengenfeld, Eilika; * ок. 1103, † 14 септември 1170, погребана в манастир Енсдорф) е чрез брак пфалцграфиня на Бавария.

## Произход и брак
Тя е една от двете дъщери на граф Фридрих III от Ленгенфелд-Хопфенлое († 1119), който умира без мъжки наследник, и на Хейлика († сл. 1110), която е дъщеря на херцог Фридрих I от Швабия и Агнес от Вайблинген († 1143), втората дъщеря на император Хайнрих IV и Берта Савойска († 1170). Сестра е на Хайлвиг, която се омъжва за граф Гебхард I фон Лойхтенберг († 1146).
Хейлика се омъжва преди 13 юли 1116 г. за Ото V от Шайерн-Вителсбах († 1156), пфалцграф на Бавария.

## Деца
Хейлика и Ото имат осем деца:
- Херман
- Ото I (* 1117, † 1183), херцог на Бавария
- Конрад I († 1200), архиепископ на Майнц, кардинал
- Фридрих II († 1198/99), ∞ 1184 дъщеря на граф Манголд от Донаувьорт
- Удалрих († 29 май след 1179)
- Ото VII († 1189), ∞ Бенедикта von Донаувьорт, дъщеря на граф Манголд от Донаувьорт
- Хедвиг (* 1117, † 16 юли 1174), омъжва се 1135 г. за Бертхолд V (* 1112, † 14 декември 1188), по-късно херцог на Мерания и маркграф на Истрия-Крайна
- Аделхайд, ∞ Ото II от Щефлинг